# Alexander Bottini
Alexander José Bottini García (Maturín, 7 maggio 1969 – Maturín, 8 maggio 2002) è stato un calciatore venezuelano, di ruolo attaccante.